# Bedford
Bedford je obchodní město v hrabství Bedfordshire v Anglii. Má přibližně 92 tisíc obyvatel. Bedford je historicky krajské město kraje Bedfordshire. Bedford byl založen na řece Great Ouse. Žije zde však početná menšina Italů, třicet procent obyvatel Bedfordu je italského původu. Starostou města Bedford je David Stuart Hodgson ze strany Liberárních demokratů.

## Historie
Bedford byl od raného středověku obchodním městem. V roce 796 zde byl pohřben anglosaský král Offa z Mercie. V roce 886 se Bedford stal hraničním městem, které oddělovalo Wessex a Danelaw. V roce 919 zde Eduard I. Starší na jižní straně řeky Great Ouse nechal vybudovat první známou pevnost (hrad), která však byla zničena Dány. Vilém II. dal Bedford a jeho okolí Paine de Beauchampovi, který zde postavil nový, mohutný hrad. Ten byl však zbořen v roce 1224 a dnes z něj zbylo jen několik kamenů a hlína.
Od 16. století se Bedford a velká část Bedfordshire staly jedním z hlavních center anglického krajkářského průmyslu, jenž v Bedfordu přetrvával až do počátku 20. století. Řeka Great Ouse se v roce 1689 stala splavnou až do Bedfordu. Význam splavnosti řeky upadal s pivovarnictvím, které se ve městě stalo hlavním průmyslovým odvětvím.

## Klima

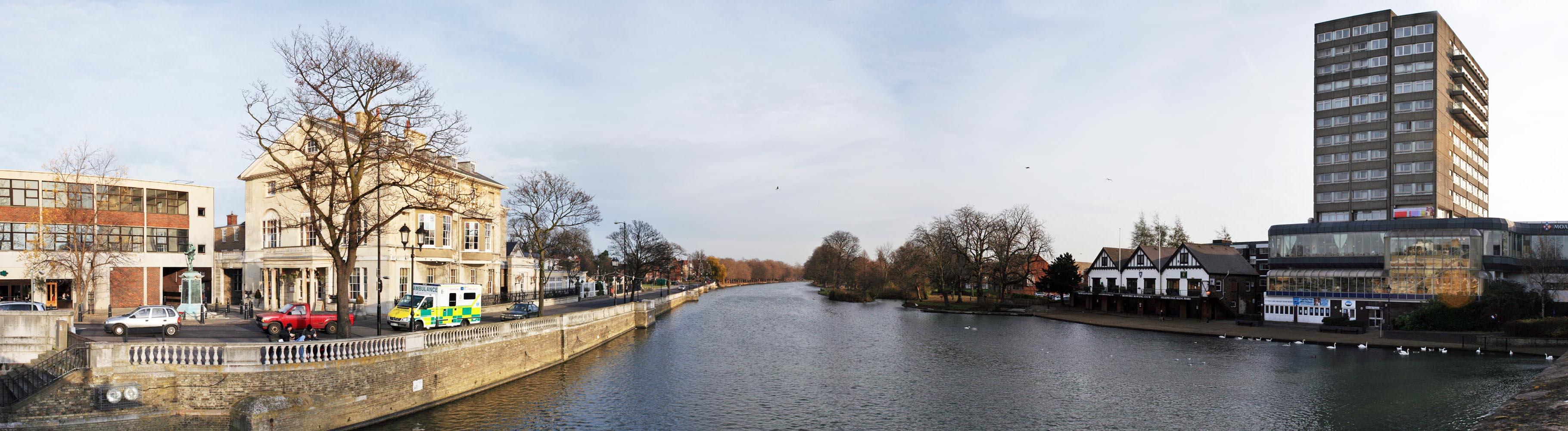
Bedford

Stejně jako ve zbytku Spojeného království má Bedford oceánické podnebí s omezeným rozsahem teplot a rovnoměrnými srážkami po celý rok. Průměrně v Bedfordu spadne 585 mm srážek ročně. Slunce svítí kolem 1500 hodin ročně.

## Vesnice které spadají pod správu Bedfordu
Pod Bedford spadá město Kempston a vesnice Biddenham, Elstow, Renhold, Ravensden, Bromham, Clapham, Elstow, Oakley, Sharnbrook, Shortstown, Wilstead a Wootton.

## Poloha Bedfordu
Bedford je 74 km severozápadně od Londýna, 105 km jihovýchodně od Birminghamu, 40 km západně od Cambridge a 31 km jihovýchodně od Northamptonu.